# 虞汜
虞汜（218年—258至271年間），三國時期人物，字世洪，祖籍會稽郡餘姚縣（今浙江省餘姚市）人，生于南海郡（治所在今廣東省廣州市越秀區）。是吳國重臣虞翻之第四子。官拜交州刺史、冠軍將軍、餘姚侯。虞翻有子十一，虞汜最为有成。

## 生平
虞翻因得罪孫權，被放逐到交州，虞汜出生于虞翻任上，故生于南海。虞汜16歲時，虞翻去世，得回故里。
258年，孫綝图谋廢孫亮，迎孫休，孫休還在路上，孫綝就招集百官，眾人皆惊恐，唯虞汜鎮定，遊說孫綝，说孙休还在路上，你就打算入宫废帝。这样做根本无法扬名后世。孫綝不悦。孫休即位后，拔擢虞汜。
虞汜后因奪回交州立功，官拜交州刺史、冠軍將軍，封餘姚侯，後死。由陶璜接任。

## 史料
《會稽典錄》载“年十六，父卒，还乡里。孙綝废幼主，迎立琅邪王休。休未至，綝欲入宫，图为不轨，召百官会议，皆惶怖失色，徒唯唯而已。汜对曰：“明公为国伊周，处将相之位，擅废立之威，将上安宗庙，下惠百姓，大小踊跃，自以伊霍复见。今迎王未至，而欲入宫，如是，群下摇荡，众听疑惑，非所以永终忠孝，扬名后世也。”綝不怿，竟立休。休初即位，汜与贺邵、王蕃、薛莹俱为散骑中常侍。以讨扶严功拜交州刺史、冠军将军、余姚侯，寻卒。”